# كيفن أوشي (كرة سلة)
كيفن أوشي (بالإنجليزية: Kevin O'Shea)‏ مواليد 10 يوليو 1925 في سان فرانسيسكو - الوفاة 21 فبراير 2003، كان لاعب كرة سلة أمريكي. بدأ مسيرته الاحترافية في سنة 1950. تم اختياره من قبل فريق لوس أنجلوس ليكرز خلال الدرافت. بلغ طوله 6 قدم 2 بوصة (1.9 م). اعتزل اللعب في 1953.

## المسيرة الاحترافية
لعب مع لوس أنجلوس ليكرز في موسم 1950–1951، ثم لعب مع أتلانتا هوكس في موسم 1951–1952، ثم لعب مع بالتيمور باليتس في سنة 1953.

## روابط خارجية
- كيفن أوشي على موقع إن بي أي (الإنجليزية)
- كيفن أوشي على موقع سبورتس رفرنس (الإنجليزية)
- كيفن أوشي على موقع كلية كرة السلة في سبورتس رفرنس.كوم (الإنجليزية)
- كيفن أوشي على موقع ريلجم (الإنجليزية)
- كيفن أوشي على موقع بروبوليرز (الإنجليزية)